# Sphecosesia
Sphecosesia là một chi bướm đêm thuộc họ Sesiidae.

## Các loài
- Sphecosesia ashinaga  Kallies & Arita, 2004
- Sphecosesia aterea  Hampson, 1919
- Sphecosesia bruneiensis  Kallies, 2003
- Sphecosesia pedunculata  Hampson, 1910
- Sphecosesia rhodites  Kallies & Arita, 2004